# 吉井愛美
吉井 愛美（よしい まなみ、1981年11月11日 - ）は、日本のAV女優。BIG WAVEに所属していた。

## 略歴
1998年に『恥めまして!!もぎたて』で「水沢 翔子」（みずさわ しょうこ 1979年6月10日 - ）の名でAVデビューした。宮城県出身、血液型A型としていた。
2000年から「吉井 愛美」名義でCreamなどで美少女モデルとして復活、同年末からはAV再デビューも果たし、写真集も出している。2002年末に自らのブログで引退宣言。
「水沢 翔子」時代の髪型は、ロングストレートヘアーであったが、「吉井 愛美」時代の髪型は、ショートカット／セミロングヘアーである。

## 作品

### アダルトビデオ
水沢翔子 名義
1998年
- 恥めまして!!もぎたて（1998年10月20日、KUKI）
- 新・妹の下着14（1998年11月20日、KUKI）
- 奥までびしょ濡れ（1998年12月26日、KUKI）

1999年
- 放課後美少女かたろぐ6（1999年3月1日、アイデアポケット）
- 女子校生監禁凌辱 鬼畜輪姦22（1999年7月9日、アタッカーズ）
- 女子校生 蛇縛輪姦5（1999年8月5日、アタッカーズ）
- Angel（アイデアポケット（アタッカーズ））

吉井愛美 名義
2000年
- NEW FACE 14 成長日記（2000年11月22日、TANK）
- water fruit（2000年12月29日、VINL）

2001年
- 迷子になりたい（2001年1月29日、TANK）
- 原点　吉井愛美（2001年3月30日、TANK）
- 妹はガマンできない女子校生スーパー（2001年4月24日、バビロン）
- 危ない密室（2001年5月18日、バビロン）
- ときめき…（2001年6月29日、ビッグモーカル）
- ハートキャプターまなみ（2001年6月29日、ビッグモーカル）
- 先生、好きッス!!（2001年8月18日、プリンセス）
- 監禁遊戯（2001年9月8日、宇宙企画）

2002年
- 人間発電所（2002年1月27日、SAMM）
- ドリームウーマンVOL.4　（2002年4月1日、MOODYZ）
- 吉井愛美をいぢる。（2002年5月1日、MOODYZ）
- 月刊　吉井愛美（2002年5月17日、VIP）
- いじめっ娘。（2002年7月15日、MOODYZ）
- ブラックザーメン in L.A（2002年8月15日、MOODYZ）
- ナースの晩餐・乱れる白衣（2002年8月29日、奇譚クラブ）
- インモラル天使52（2002年12月13日、コレクト）
- ビバリーヒルズ乱交白書（2002年12月15日、MOODYZ）

2003年
- ADハルナの接吻バトルロワイヤル 2nd BATTLE　（2003年2月6日、忠実堂）…オムニバス形式作品 他出演:天野♥こころ、長瀬愛、綾瀬ルリ、一色志乃、安西エミリ、高野あゆみ、山咲萌、新堂ねね
- 服従の奉仕メイド5（2003年2月28日、コレクト）
- 変態少女あすかマン るり2マン・まなみマン　（2003年5月17日 SODクリエイト）…共演:沢口あすか、杏野るり

2004年
- デジタルコカン（2004年5月1日、マルクス兄弟）…他出演:後藤まみ

## 出演

### テレビドラマ
- 土曜ワイド劇場 混浴露天風呂連続殺人 21　（2001年12月15日、テレビ朝日）

### 写真集
吉井愛美 名義
- いちご白書 吉井愛美 パパラブックス（2000/10）
- KARAMI VOL.07 吉井愛美 三和出版（2001/11）
- 吉井愛美写真集 会田我路撮影 ぶんか社（2002/04）
- vita 002 立花吾朗撮影 ぶんか社（2002/10/20）

## TV出演
吉井愛美 名義
- のりノリ天国（サンテレビ・不定期出演）